# Kolonits Klára
Kolonits Klára (Budapest, 1969. október 15. –) Kossuth-as és Liszt Ferenc-díjas magyar opera-énekesnő (koloratúrszoprán), a Magyar Állami Operaház kamaraénekesi címmel kitüntetett magánénekese, a Halhatatlanok Társulatának örökös tagja. Bartha Dénes zenetörténész unokája, Dinyés Dániel karmester felesége.

## Életpályája
Énektanulmányait Schultz Katalinnál kezdte, majd 1995-ben szerzett diplomát Forrai Zsuzsa tanítványaként a Liszt Ferenc Zeneművészeti Főiskola Tanárképző Intézetének magánének szakán. Részt vett Anne Reynolds, Walter Berry és Ileana Cotrubas mesterkurzusain. 1995–1997 között a Debreceni Csokonai Színház, 1997–1998 között vendégként a Szegedi Nemzeti Színház, illetve a Szolnoki Szigligeti Színház, majd 1998–2001 között a Budapesti Operettszínház tagja volt. Korai szerepei között Annuska (Verdi: Falstaff), Almaviva grófné (Mozart: Figaro lakodalma) Olympia-Giulietta-Antónia (Offenbach: Hoffmann meséi), Fiordiligi (Mozart: Così fan tutte) és az Éj királynője (Mozart: A varázsfuvola) találhatóak.
Miután számos nemzetközi énekversenyen díjat nyert, 2002-ben a Magyar Állami Operaház magánénekesnője lett. 2003. január 30-án debütált Fiordiligiként.
Vendégként La Traviatát énekelt Pozsonyban, Ljubljanában, Eszéken, Ostravában, Debrecenben, a Schloss-Kirchstetteni Fesztiválon és Szombathelyen, Gildát Kolozsváron és Miskolcon, Odabellát Budapesten (BudaFest) és Miskolcon, Olympiát-Giuliettát-Antóniát Szolnokon, Brnóban, Gijónban és a Miskolci Operafesztiválon, a Puritánok Elviráját Pécsett és Zamárdiban, a Lammermoori Lucia címszerepét Szombathelyen és a Ferencvárosi Ünnepi Játékokon a Bakáts téren, Beatrice di Tendát és Lucrezia Borgiát Koppenhágában, Donna Annát Prágában, Brnóban, Zágrábban, Kassán és a Gars am Kamp-i Open Air Fesztiválon, az Éj királynőjét pedig Amszterdamban, Hágában, Weimarban, Linzben és a Savonlinnai Operafesztiválon, ez utóbbin finn nyelven.
Hangverseny-repertoárja Mozarttól és Handeltől Verdi Requiemjén és az eredeti nyelveken énekelt dal-koncerteken át egészen a kortárs zenéig ível (Kurtág, Eötvös, Boulez) – többek között Dinyés Dániel, Jörg Widmann és Gia Kancseli műveinek magyarországi bemutatóin is részt vett.
2009-ben a Hunnia Recordsnál megjelent Liszt-dalokból álló kompakt lemeze, amelyet Fonogram-díjra jelöltek. 2013-ban majd 2018-ban anyaszínháza, a Magyar Állami Operaház kamaraénekesi címmel tüntette ki. Szintén 2018-ban a Magyar Művészeti Akadémia ösztöndíjasa lett. Nyertes projektje az énekpedagógiára, a fiatalok stílusválasztásának megkönnyítésére, hangfajokra, útválasztásokra és neves művészek pályakezdésének bemutatására koncentrál.

## Szerepei
- Vincenzo Bellini: Norma – címszerep
- Vincenzo Bellini: Montague és Capulett párt – Júlia
- Vincenzo Bellini: A skóciai puritánok – Elvira
- Dohnányi Ernő: A vajda tornya – Iva
- Gaetano Donizetti: Lammermoori Lucia – címszerep
- Erkel Ferenc: Hunyadi László – Szilágyi Erzsébet
- Erkel Ferenc: Bánk bán – Melinda
- Giacomo Meyerbeer: A hugenották – Valois Margit
- Wolfgang Amadeus Mozart: Ascanio Albában – Fauno
- Wolfgang Amadeus Mozart: Szöktetés a szerájból – Konstanza
- Wolfgang Amadeus Mozart: Figaro lakodalma – Almaviva grófné
- Wolfgang Amadeus Mozart: Così fan tutte – Fiordiligi
- Wolfgang Amadeus Mozart: Don Juan – Donna Anna
- Wolfgang Amadeus Mozart: A varázsfuvola – Az Éj királynője
- Jacques Offenbach: Hoffmann meséi – Olympia; Giulietta; Antonia
- Giacomo Puccini: Bohémélet – Mimì
- Johann Strauss d. S.: A denevér – Rosalinda
- Giuseppe Verdi: Luisa Miller – Luisa
- Giuseppe Verdi: Attila – Odabella
- Giuseppe Verdi: Rigoletto – Gilda
- Giuseppe Verdi: La Traviata – Violetta Valéry
- Giuseppe Verdi: Falstaff – Annuska

## Díjak
- Trevisói Toti dal Monte énekverseny – különdíj (1997)
- III. Budapesti Nemzetközi Énekverseny – 2. helyezés (1997)
- Magyar Rádió Énekversenye – 1. helyezés és különdíj (2000)
- Nemzetközi Haydn Énekverseny – 2. helyezés és különdíj (2003)
- Artisjus-díj (2005)
- Liszt Ferenc-díj (2010)
- Magyar Állami Operaház Kamaraénekesnője (2013)
- Debrecen Város Nívódíja (2016)
- Székely Mihály-emlékplakett (2016)
- Magyar Művészeti Akadémia ösztöndíja (2018)
- Magyar Állami Operaház Kamaraénekesnője (2018)
- Kossuth-díj (2020)
- Örökös tag a Halhatatlanok Társulatában (2022)[8]